# Koseki
Ett koseki eller familjeregister (戸籍) är ett familjeregister som används i Japan. Japansk lag kräver alla hushåll (ie) att rapportera födslar, avlidna, giftermål, separationer eller kriminella fällande domar till deras auktoritet, vilket sammanställer informationen i ett detaljerat familjeträd som omfattar alla inom deras jurisdiktion. Om några händelser inte rapporteras in i kosekin, blir de inte officiellt bekräftade av de japanska myndigheterna.
Liknande system har funnits i Japan sedan antikens tider medan den moderna kosekin, som omfattar alla Japans invånare, dök upp under det sena 1800-talet, och följde direkt den Meijirestaurationen. Detta var första gången i Japans historia där alla japanska medborgare var tvungna att ha familjenamn och de givna namnen. All information hölls på ursprungligt sätt på papper men blev översatt till digitalt format år 2002 och i dag (2006) finns alla uppgifter på dator.
Kosekin hålls traditionellt av den äldsta mannen i ätten, honken. Under tider av vördnad i familjens förfäder; Higan på våren och Obon i slutet av året, har de andra familjemedlemmarna (bunke) rätt att besöka honkens hem för att hylla sina rötter.